# Martin Veillette

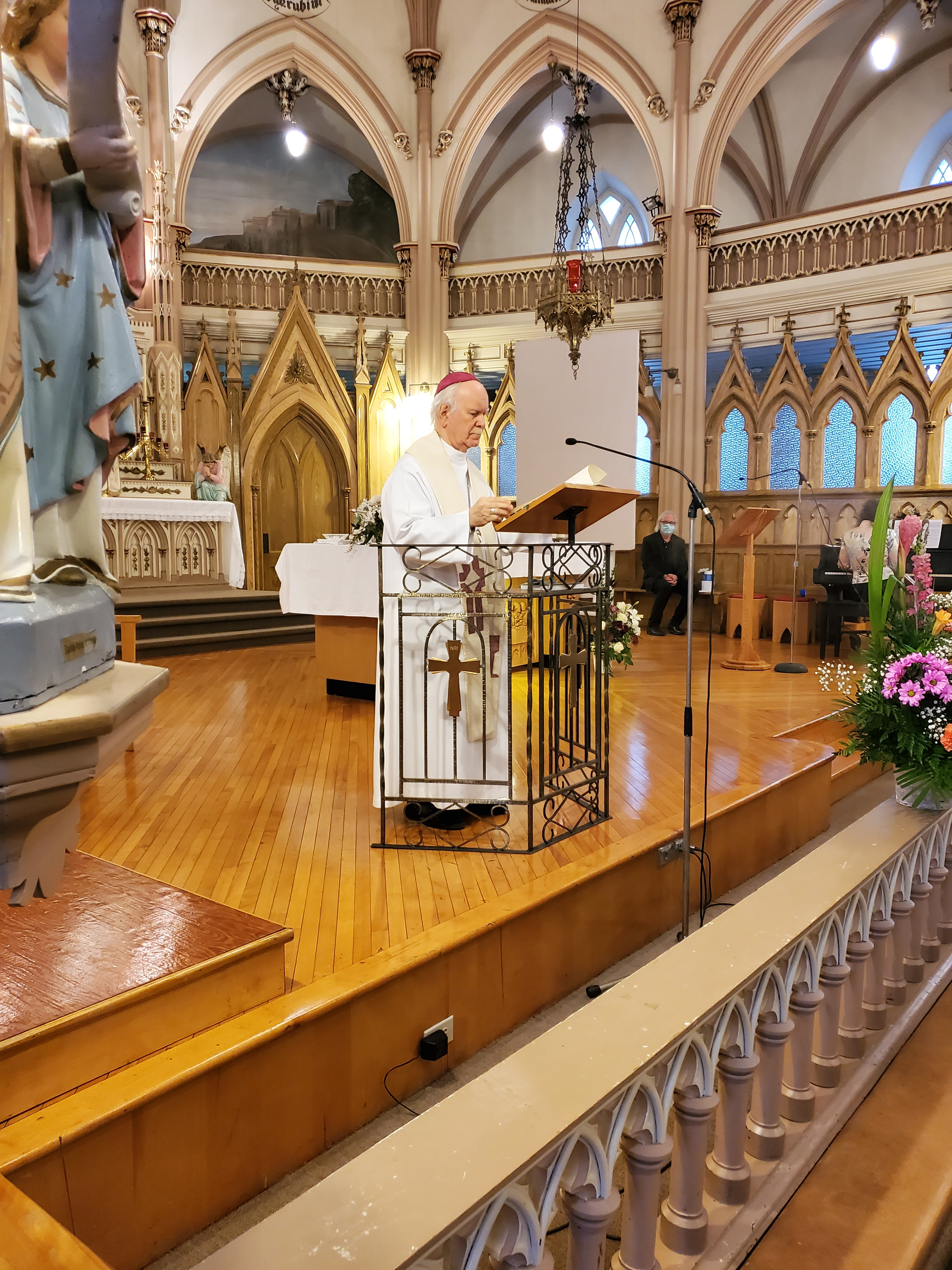
Martin Veillette, 2020

Martin Veillette (* 16. November 1936 in La Tuque) ist ein kanadischer Geistlicher und emeritierter Bischof von Trois-Rivières.

## Leben
Martin Veillette empfing am 12. Juni 1960 die Priesterweihe für das Bistum Trois Rivières.
Papst Johannes Paul II. ernannte ihn am 17. Oktober 1986 zum Weihbischof in Trois Rivières und Titularbischof von Valabria. Der Erzbischof von Québec, Louis-Albert Kardinal Vachon, spendete ihm am 13. Dezember desselben Jahres die Bischofsweihe; Mitkonsekratoren waren Laurent Noël, Bischof von Trois Rivières, und Jean-Guy Hamelin, Bischof von Rouyn-Noranda.
Am 21. November 1996 wurde er zum Bischof von Trois-Rivières ernannt.
Am 1. Februar 2012 nahm Papst Benedikt XVI. das von Martin Veillette aus Altersgründen vorgebrachte Rücktrittsgesuch an.